# Schweizer Meisterschaften in der Nordischen Kombination 2003

Logo des Schweizer Skiverbandes

Die Schweizer Meisterschaften in der Nordischen Kombination 2003 fanden am 1. August 2003 im Schweizer Kandersteg statt. Die Meisterschaften wurden im Sprint über 15 km ausgetragen. Ausrichter war der Schweizer Skiverband Swiss-Ski.

## Ergebnis
| Platz | Sportler            |
| ----- | ------------------- |
| 1     | Ivan Rieder         |
| 2     | Ronny Heer          |
| 3     | Guido Landert       |
| 4     | Andreas Hurschler   |
| 5     | Seppi Hurschler     |
| 6     | Michael Hollenstein |
| 7     | Andy Hartmann       |
| 8     | Thomas Engel        |
| 9     | Lucas Vonlanthen    |
| 10    | Pascal Meinherz     |